# حارة مدرسة بغداد (صنعاء)

تعديل مصدري - تعديل

حارة مدرسة بغداد هي إحدى حارات حي المجمع الصناعي بمديرية الوحدة إحد مديريات العاصمة اليمنية صنعاء، بلغ تعداد سكانها 5862 نسمة حسب تعداد اليمن لعام 2004.